# Edith Cowan

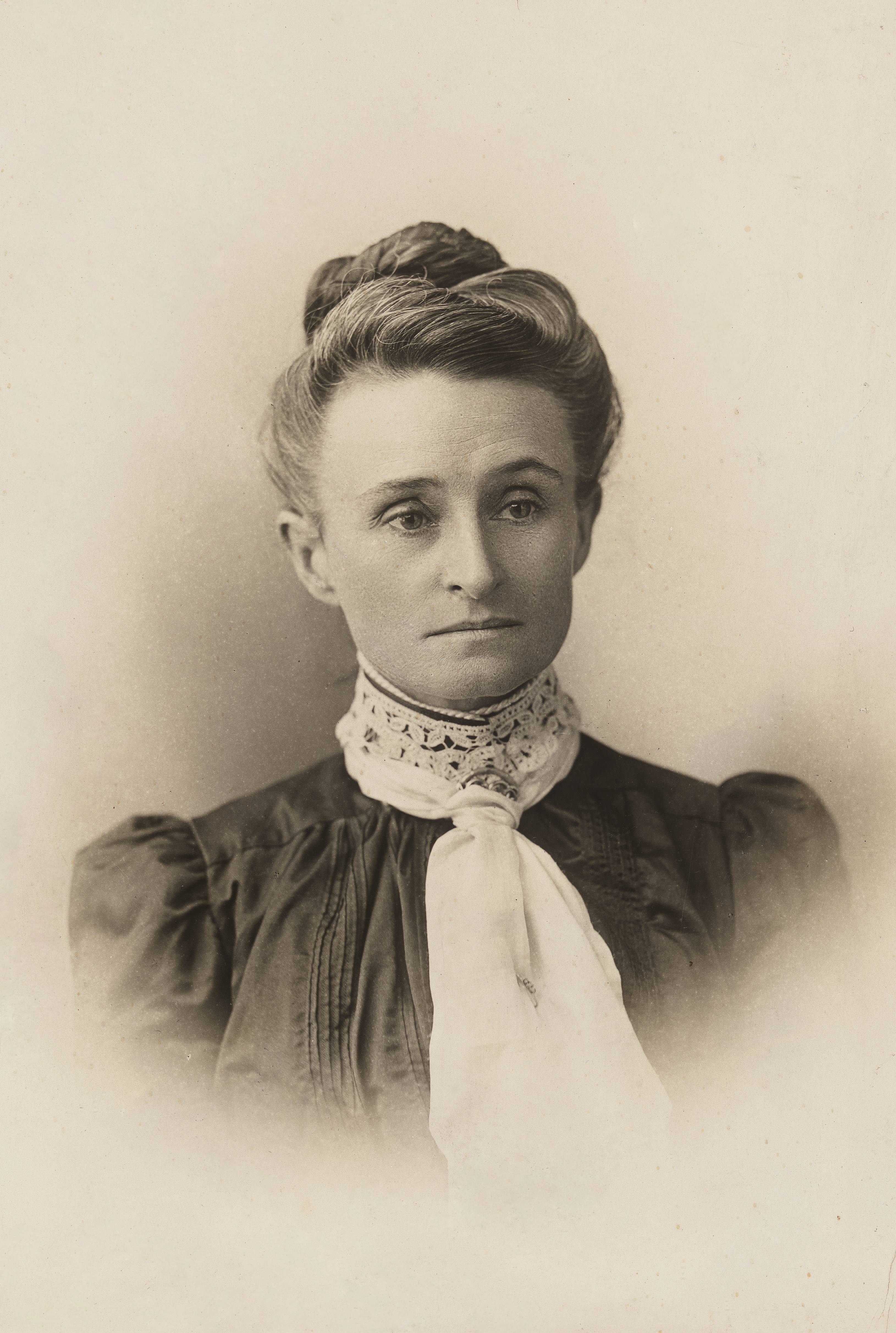
Edith Cowan, 1900

Edith Dircksey Cowan (* 2. August 1861 in Geraldton, Western Australia; † 9. Juni 1932 in Perth, Western Australia) war eine australische Sozialreformerin, Kinder- und Frauenrechtlerin. Sie war die erste Frau überhaupt, die im Jahr 1921 in ein australisches Parlament gewählt wurde. Das Frauenwahlrecht in Western Australia wurde im Jahr 1899 in der Verfassung aufgenommen. Sie ist eine in Australien bis heute überaus bekannte Frauenrechtlerin.

## Frühes Leben
Geboren wurde Edith Cowan auf einer Schafstation bei Geraldton. Ihr Vater Kennth war Milchbauer und ihre Mutter Mary Eliza Dircksey, geborene Wittenoom, war Lehrerin. Als sie sieben Jahre alt war, starb ihre Mutter. Anschließend wurde sie in einer Internatsschule untergebracht. Ihr Vater verfiel in der Folge dem Alkoholismus, litt an Depressionen und ermordete in einem Streit seine zweite Frau. Bei Gericht lehnte er anwaltliche Hilfe ab und wurde zum Tode verurteilt. Edith Cowan war damals 16 Jahre alt. Als Vollwaise lebte sie bis zum Alter von 18 Jahren bei ihrer Großmutter in Guildford, einem Vorort von Perth. Mit 18 Jahren heiratete sie James Cowan, einen Richter. Mit ihrem Ehemann hatte sie vier Töchter und einen Sohn. Sie lebte mit ihrer Familie abwechselnd in zwei Vorstädten von Perth, in West Perth und Cottesloe.

## Politisches Leben
Edith Cowan war eine der Gründerinnen des sogenannten Karrakatta Clubs, dem ersten Verein in Australien, der sich für die sozialen Rechte von Frauen einsetzte. Sie setzte sich vor allem für die Bildung öffentlich finanzierter Schulen und für Kinderrechte ein, insbesondere der alleinerziehenden Mütter. 1906 war sie an der Gründung der Children's Protection Society (Kinderschutzgesellschaft) beteiligt. Sie setzte sich für den Children's Court ein, eine Institution, die Kinder im Alter von 10 bis 17 Jahren in Gerichtsverfahren in Western Australia unterstützte. Diese Einrichtung gibt es bis zum heutigen Tag (2019), allerdings liegt das Höchstalter bei 18 Jahren. Im Ersten Weltkrieg war Edith Cowan ein führendes Mitglied des Roten Kreuzes in Western Australia. Sie sammelte Kleidung und Verpflegung für Soldaten und kümmerte sich um diese, als sie zurückkehrten. Hierfür wurde sie im Jahr 1920 mit dem britischen Order of the British Empire ausgezeichnet. Im gleichen Jahr wurde sie zur Friedensrichterin ernannt.

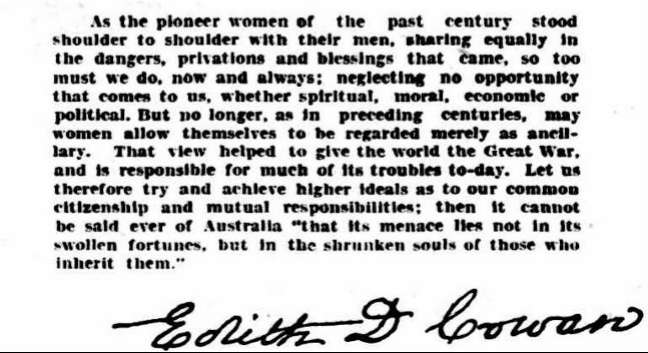
Brieftext von Edith Cowan anlässlich des 100-jährigen Bestehens von Western Australia

1921 wurde sie als erste Frau überhaupt in ein australisches Parlament gewählt. Ihr Wahlsieg war mit einer Mehrheit von 46 Stimmen überaus knapp. Sie war die zweite Frau, die in einer Wahl einen Sitz in einem Parlament des Britischen Empires erkämpfte. Ihr Mandat in der Legislative Assembly, dem Unterhaus von Western Australia, hielt sie für die Nationalist Party of Australia. Sie brachte im Parlament ein Gesetz ein, das in Gerichtsverfahren Frauen, die eine Qualifikation als Rechtsanwältin nachweisen konnten, erlaubte angeklagte Personen zu verteidigen. Daneben wurden nach diesem Gesetz weitere berufliche Tätigkeiten erlaubt, die ebenfalls für Frauen verboten waren. Damit leistete sie einen wichtigen Beitrag zur Gleichberechtigung der Frauen in Australien. Den Sitz im Unterhaus verlor sie bei der Wiederwahl im Jahr 1924 und scheiterte ebenfalls im Jahre 1927, ein Mandat zu erringen. Anschließend widmete sich Edith Cowan Ämtern in der Anglikanischen Kirche, in Frauenhäusern und im Hospital in Perth sowie in Kinderkrankenhäusern.

## Nachwirken

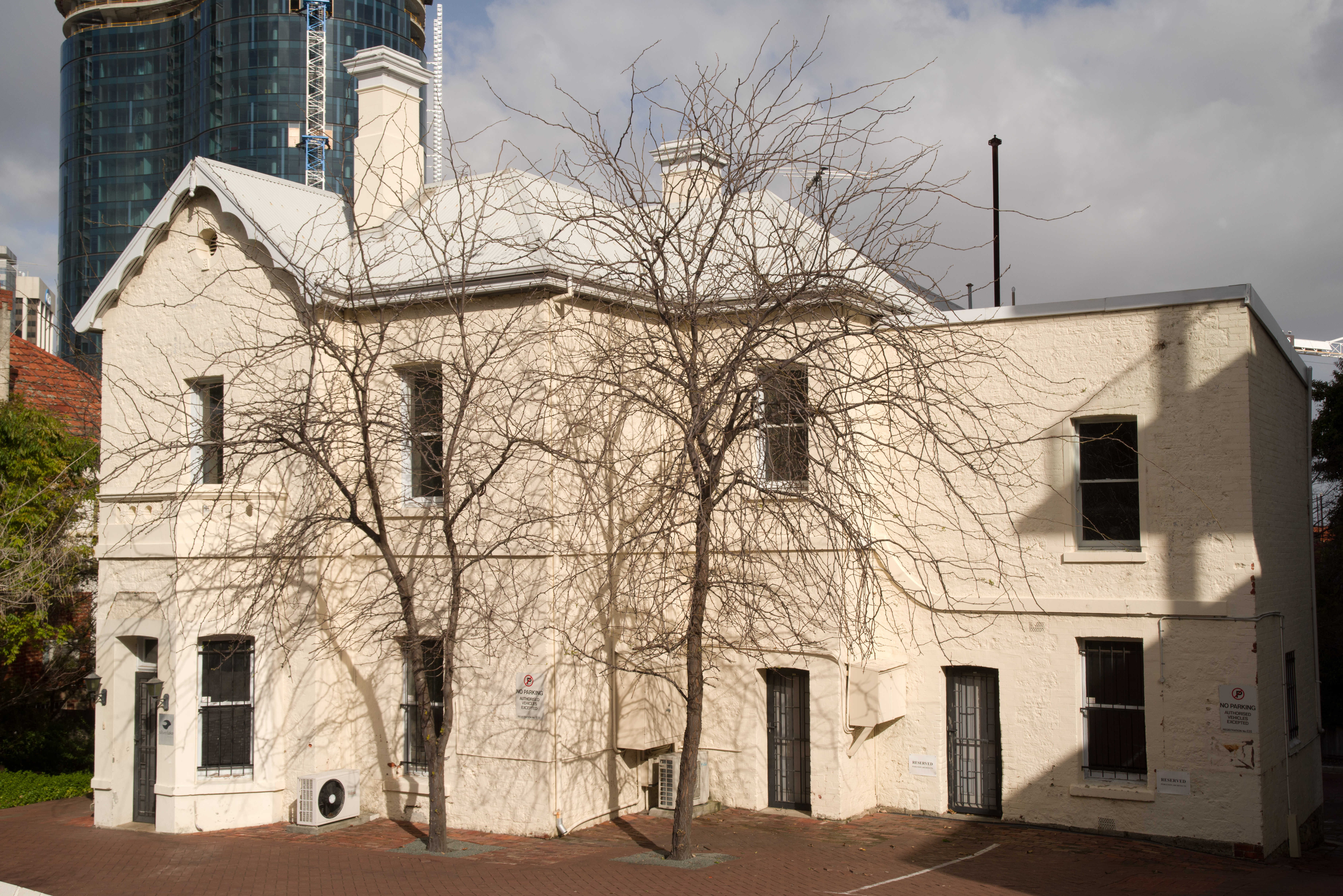
Das Haus, in dem Edith Cowan von 1883-1896 und 1912-1919 lebte, steht unter Denkmalschutz

Edith Cowan auf der Rückseite der australischen 50-Dollar-Banknote

Edith Cowans Porträt befindet sich seit 1995 auf der Rückseite des 50-Dollar-Scheins der Australischen Währung. Auf diesem Schein, der im Oktober 2018 in Verkehr gebracht wurde, ist ihre Antrittsrede im Parlament in Form eines Mikroskoptext abgedruckt, der im Wort responsibility mit 'responsibilty' einen Schreibfehler enthält. „It is a great responsibility to be the only woman here, and I want to emphasise the necessity which exists for other women being here.“ (Deutsch: „Es ist eine große Verantwortung, die einzige Frau hier [im Parlament] zu sein, und ich möchte die Notwendigkeit hervorheben, die für andere Frauen besteht, die hier sind.“) Dieser Schreibfehler fand über Australien hinaus Beachtung.
Nach Edith Cowan wurde im Jahr 1991 die Edith Cowan University benannt, die erste australische Universität, die einen Frauennamen erhielt. Der Wahlbezirk Cowan wurde nach ihr bezeichnet. Das Edith Dircksey Cowan Memorial, das am Eingang des Kings Park in Perth steht, trägt ihren Namen.  1975 wurde ihr Konterfei auf einer Briefmarke in der Australian Women Stamps Series abgebildet. Das Haus, in dem Edith Cowan von 1883-1896 und 1912-1919 in Perth lebte, wurde u. a. auch zu ihrer Ehre im Jahr 2016 in eine Denkmalschutzliste eingetragen.